# Cameron (Carolina del Norte)
Cameron es un pueblo ubicado en el condado de Moore en el estado estadounidense de Carolina del Norte. El pueblo en el año 2010, tenía una población de 392 habitantes en una superficie de 2,7 km², con una densidad poblacional de 55,5 personas por km².

## Geografía
Cameron se encuentra ubicado en las coordenadas 35°19′34″N 79°15′11″O / 35.32611, -79.25306. Según la Oficina del Censo, el pueblo tiene un área total de 2,7 km² (1 mi²), de la cual 2,7 km² (1 mi²) es tierra y 0 km² (0 mi²) (0.0%) es agua.

### Localidades adyacentes
El siguiente diagrama muestra a las localidades en un radio de 24 kilómetros (14,9 mi) de Cameron.

## Demografía
En el 2000 la renta per cápita promedia del hogar era de $32.500, y el ingreso promedio para una familia era de $41.964. El ingreso per cápita para la localidad era de $15.337. En 2000 los hombres tenían un ingreso per cápita de $32.917 contra $22.500 para las mujeres. Alrededor del 21.30% de la población estaba bajo el umbral de pobreza nacional.